# 대구고등법원
대구고등법원(大邱高等法院)은 대한민국의 고등법원 1심 판결에 대한 항소 사건, 1심 결정·명령에 대한 항고 사건, 선거 소송 등을 심판한다. 대구광역시, 경상북도를 관할한다.

## 역사
- 1908년 8월 1일 대구공소원(大邱控訴院)이 처음 설치되었다.
- 1912년 대구복심법원(大邱覆審法院)이 되었다.
- 1945년 해방 이후 미 군정청에 의해 다시 대구공소원(大邱控訴院)이 되었다.
- 1947년 1월 1일 대구고등심리원(大邱高等審理院)
- 1948년 6월 1일 대구고등법원(大邱高等法院)으로 개칭되었다.
- 1973년 11월 9일 수성구 범어동 신축 이전했다.

## 관할 구역
- 대구광역시
- 경상북도

## 주소
- 대구광역시 수성구 동대구로 364

## 역대 법원장
| 순번 | 이름     | 재임 기간                           |
| ---- | -------- | ----------------------------------- |
| 1대  | 이호정   | 1945년 11월 19일 ~ 1946년 11월      |
| 2대  | 조용순   | 1948년 8월 13일 ~ 1948년 11월 13일  |
| 3대  | 장기상   | 1948년 12월 13일 ~ 1951년 1월 27일  |
| 4대  | 김동현   | 1951년 2월 17일 ~ 1952년 2월 3일    |
| 5대  | 조용순   | 1952년 2월 7일 ~ 1953년 11월 6일    |
| 6대  | 고재호   | 1954년 3월 8일 ~ 1954년 9월 20일    |
| 7대  | 김용식   | 1954년 10월 5일 ~ 1958년 12월 14일  |
| 8대  | 김연수   | 1959년 1월 10일 ~ 1960년 1월 25일   |
| 9대  | 김종규   | 1960년 1월 26일 ~ 1960년 11월 22일  |
| 10대 | 노용호   | 1960년 11월 23일 ~ 1961년 8월 26일  |
| 11대 | 김치걸   | 1961년 8월 27일 ~ 1964년 3월 11일   |
| 12대 | 유재방   | 1964년 3월 12일 ~ 1968년 12월 1일   |
| 13대 | 김영세   | 1968년 12월 2일 ~ 1969년 9월 1일    |
| 14대 | 임항준   | 1969년 9월 2일 ~ 1973년 4월 1일     |
| 15대 | 방례원   | 1973년 4월 2일 ~ 1977년 1월 3일     |
| 16대 | 한만수   | 1977년 1월 4일 ~ 1979년 8월 31일    |
| 17대 | 김중서   | 1980년 6월 1일 ~ 1980년 9월 14일    |
| 18대 | 김홍근   | 1981년 4월 21일 ~ 1982년 8월 31일   |
| 19대 | 박정근   | 1982년 9월 1일 ~ 1984년 7월 24일    |
| 20대 | 최재호   | 1984년 7월 25일 ~ 1986년 4월 16일   |
| 21대 | 한재영   | 1986년 4월 17일 ~ 1987년 8월 31일   |
| 22대 | 김석주   | 1987년 9월 1일 ~ 1988년 7월 19일    |
| 23대 | 윤영오   | 1988년 7월 20일 ~ 1991년 1월 20일   |
| 24대 | 김재철   | 1991년 1월 21일 ~ 1991년 9월 15일   |
| 25대 | 안용득   | 1991년 9월 16일 ~ 1992년 8월 11일   |
| 26대 | 서정제   | 1992년 8월 12일 ~ 1993년 10월 13일  |
| 27대 | 이재화   | 1993년 10월 15일 ~ 1993년 12월 30일 |
| 28대 | 최공웅   | 1994년 2월 23일 ~ 1995년 11월 22일  |
| 29대 | 지홍원   | 1995년 11월 23일 ~ 1999년 10월 9일  |
| 30대 | 이동락   | 1999년 10월 11일 ~ 2000년 7월 9일   |
| 31대 | 최덕수   | 2000년 7월 21일 ~ 2003년 2월 10일   |
| 32대 | 강완구   | 2003년 2월 12일 ~ 2005년 2월 12일   |
| 33대 | 이창구   | 2005년 2월 14일 ~ 2005년 11월 3일   |
| 34대 | 김진기   | 2005년 11월 4일 ~ 2007년 2월 4일    |
| 35대 | 박용수   | 2007년 2월 12일 ~ 2008년 2월 12일   |
| 36대 | 손용근   | 2008년 2월 13일 ~ 2009년 2월 8일    |
| 37대 | 황영목   | 2009년 2월 9일 ~ 2010년 2월 5일     |
| 38대 | 최은수   | 2010년 2월 11일 ~ 2011년 2월 16일   |
| 39대 | 김수학   | 2011년 2월 17일 ~ 2012년 8월 31일   |
| 40대 | 조병현   | 2012년 9월 7일 ~ 2013년 2월 13일    |
| 41대 | 최우식   | 2013년 2월 14일 ~ 2015년 2월 11일   |
| 42대 | 우성만   | 2015년 2월 12일 ~ 2017년 2월 8일    |
| 43대 | 사공영진 | 2017년 2월 10일 ~ 2019년 2월 13일   |
| 44대 | 조영철   | 2019년 2월 14일 ~ 2021년 2월 8일    |
| 45대 | 김찬돈   | 2021년 2월 9일 ~ 2023년 2월 19일    |
| 46대 | 정용달   | 2023년 2월 20일 ~ 2025년 2월 19일   |
| 47대 | 진성철   | 2025년 2월 20일 ~                   |

## 같이 보기
- 대한민국 대법원
- 대한민국 지방법원
- 대한민국 고등법원
- 대구지방법원